# ست البنات (فلم)
ست البنات هو فيلم مصري عرض عام 1961، بطولة هند رستم ورشدي أباظة، ومن إخراج حسام الدين مصطفى.

## قصة الفيلم
تسعى منيرة (هند رستم) لتحقيق أحلامها مع زوجٍ يقدرها، تجد ضالتها في خيري (رشدي أباظة) المحامي، يتضح لها لاحقا أنه ليس الزوج المنشود فهو يستأجر عوامة ويجعل منها وكرا لملذاته ومغامراته النسائية، تشعر منيرة أنها تعيش في سعادة وهمية مع هذا الزوج العابث. تستعين منيرة بالأستاذ دردير (عبد المنعم إبراهيم) وكيل مكتب زوجها لتعرف منه أخبار زوجها، ويتسبب ذلك في حدوث العديد من المفارقات والمواقف الكوميدية.

## طاقم التمثيل
- هند رستم: (هدى فتح الله)
- رشدي أباظة: (خيري المحامي)
- عبد المنعم إبراهيم: (دردير أفندي - مدير مكتب خيري)
- عدلي كاسب: (أبو المكارم - الفرارجي)
- جمالات زايد: (أم علي - الخادمة)
- خليل بدر الدين: (حمادة نور الدين - صديق خيري)
- لطفي الحكيم: (فتح الله - والد هدى)
- سامية رشدي: (والدة هدى)
- كامل أنور: (عاكف - كاتب عند خيري)
- محمد أباظة: (زوج عايدة)
- شهيرة صاروف: (عايدة)
- تيري كامل: (صاحبة خيري)
- عمر عفيفي: (حسين بك)
- جوهرة عزت: (زوجة حسين بك)
- سهير عزت: (إلهام أبو المكارم)
- فايق بهجت: (عبده - سفرجي عوامة خيري)
- جواهر: (الراقصة جواهر)
- علي المعاون: (متقاض)
- طوسون معتمد: (زبون الفرارجي)

## فريق العمل
- إخراج: حسام الدين مصطفى
- تأليف: أمين يوسف غراب
- مدير التصوير: مصطفى حسن
- مونتاج: حسين عفيفي
- موسيقى تصويرية: يوسف شوقي
- إنتاج: حسام الدين مصطفى
- توزيع: دينار فيلم